# Michele Di Ruberto
Mons. Michele Di Ruberto (28. srpna 1934, Pietramontecorvino – 26. dubna 2025) byl italský římskokatolický kněz, arcibiskup a emeritní sekretář Kongregace pro blahořečení a svatořečení.

## Život
Narodil se 28. srpna 1934 v Pietramontecorvinu. Na kněze byl vysvěcen 29. září 1957 biskupem Domenicem Vendolou.
Studoval na Papežské lateránské univerzitě a na Neapolské univerzitě. Roku 1969 vstoupil do Kongregace pro blahořečení a svatořečení, kde se roku 1993 stal podsekretářem.
Od 15. května 2004 do 15. listopadu 2009 byl externím soudcem Soudu prvního stupně pro neplatná blahořečení v Laziu.
Dne 5. května 2007 byl papežem Benediktem XVI. ustanoven titulárním arcibiskupem z Biccari a sekretářem Kongregace pro blahořečení a svatořečení. V tomto postě vystřídal arcibiskupa Edwarda Nowaka.
Biskupské svěcení přijal 30. června 2007 z rukou kardinála Tarcisia Bertoneho a spolusvětiteli byli kardinál José Saraiva Martins (prefekt kongregace) a biskup Francesco Zerrillo (biskup Luceri-Troii).
Dne 29. prosince 2010 přijal papež jeho rezignaci na post sekretáře z důvodu dosažení kanonického věku 75 let.